# Manoir de Gresse
Le Manoir de Gresse est un château français situé à La Chapelle-Anthenaise, dans le département de la Mayenne et la région des Pays de la Loire. Il est situé à 3 kilomètres au Nord-Est du bourg.

## Désignation
- H. de Gressia. XIIe siècle (Cartulaire de l'Abbaye de Marmoutier).
- Le Grez, château, chapelle, bois, étang (Hubert Jaillot).
- Gresse, château, village, allée conduisant à l'Éraudière (Carte de Cassini).
- Chapelle où l'on dit la messe (Pierre-François Davelu).

## Histoire
Il s'agissait d'un fief mouvant de Laval et obligeant à quinze jours de garde à la Tour Rennaise, avait droit de « vairie à sang ». Le détenteur de la Chevalerie fournissait les deux premiers maquereaux qui venaient à Laval en carême, et mettait au feu la bûche de Noël. Plusieurs tenanciers devaient des trousses de foin de trois fais : deux de ces fais couplés ensemble tels que deux hommes puissent les lever sur un cheval, le troisième tel qu'un seul homme puisse le mettre de travers sur un cheval. Les nouveaux mariés apportaient un gâteau, et le seigneur prêtait « les fuseaux à la mariée et devait les lui asseoir ou les lui faire asseoir. » 
Jean de Laval-Brée vendit, en 1474, la Chevalerie de Châlons au seigneur de Gresse
Le domaine, où l'on signale en 1523 le Grand-Étang avec moulin, l'étang de la Chevalerie et celui de la Léhoudière, comprenait en 1713 les Épuisards, la Cour, la Fouassière, la Thuaudière, Lorillère, la Bourgeoiserie, le moulin et en outre, en 1737, le Heaulme, les Étoyères, la Rimonnière, les Échardières, les Essarts. 
A quelques années de là, Jean-Baptiste Duchemin fut maintenu contre le prieur de Gesnes dans la possession exclusive des landes de Gresse. Son banc, violemment enlevé de l'église de la Chapelle, devint l'occasion d'un autre procès en 1776..
En 1760, M. Duchemin fit démolir l'ancien manoir et édifier un nouveau château « composé d'un corps de logis et de deux pavillons, avec deux autres pavillons dans le jardin et une terrasse le long du château et deux degrés de pierre pour descendre dans le jardin. » 
La chapelle bâtie à la même époque est sur l'ancienne motte, entourée de douves, signalée dès le commencement du XVe siècle, où se trouvait précédemment la fuie. Enfin, vers 1875, M. de Vauguyon a fait commencer sur un plan très vaste un château dont la moitié à peine est achevée à la fin du XIXe siècle.
On y a porté une grande vasque de marbre ornée des mêmes armoiries que celle qui se trouve au manoir Ouvrouin de Laval.

## Sources et bibliographie
- « Manoir de Gresse », dans Alphonse-Victor Angot et Ferdinand Gaugain, Dictionnaire historique, topographique et biographique de la Mayenne, Laval, A. Goupil, 1900-1910 [détail des éditions] (BNF 34106789, présentation en ligne)